# 蒙德库尔
蒙德库尔（法語：Mondescourt，法語發音：[mɔ̃dkuʁ]）是法国瓦兹省的一个市镇，属于贡比涅区。该市镇总面积3.19平方公里，2009年时的人口为273人。

## 人口
蒙德库尔人口变化图示